# Троїцьке (Лискинський район)
Троїцьке (рос. Троицкое) — село у Лискинському районі Воронезької області Російської Федерації.
Населення становить 1019 осіб. Входить до складу муніципального утворення Троїцьке сільське поселення.

## Історія
Населений пункт розташований у межах українського етнічного та культурного регіону Східної Слобожанщини. До Перших визвольних змагань належав до Воронезької губернії.
Від 1928 року належить до Лискинського району, спочатку в складі Центрально-Чорноземної області, а від 1934 року — Воронезької області.
Згідно із законом від 15 жовтня 2004 року входить до складу муніципального утворення Троїцьке сільське поселення.

## Населення
| 2010  | 2012  | 2013  | 2014  | 2015  | 2016  | 2017  |
| ----- | ----- | ----- | ----- | ----- | ----- | ----- |
| 1203  | ↘1152 | ↘1125 | ↘1096 | ↘1089 | ↘1076 | ↘1038 |
| 2018  |       |       |       |       |       |       |
| ↘1019 |       |       |       |       |       |       |